# Calzada del Tepozán
Calzada del Tepozán es una localidad del estado mexicano de Guanajuato. Es parte del municipio de Manuel Doblado.

## Demografía
| Gráfica de evolución demográfica |
|                                  |

| Censo | Población |
| ----- | --------- |
| 1950  | 415       |
| 1960  | 592       |
| 1970  | 830       |
| 1980  | 1 029     |
| 1990  | 1 513     |
| 2000  | 1 335     |
| 2010  | 1 116     |
| 2020  | 1 261     |